# Szexuális erőszak (bűncselekmény)
Ez a szócikk a témát a büntetőjog szempontjából tárgyalja. Az általános tárgyaláshoz lásd: szexuális erőszak.
A szexuális erőszak akkor valósul meg, ha valakit erőszakkal vagy az élet vagy a testi épség elleni közvetlen fenyegetéssel szexuális cselekményre vagy annak eltűrésére kényszerítenek, vagy védekezésre, akaratnyilvánításra képtelen ember állapotát szexuális cselekményre használják fel. A szexuális erőszak a nemi élet szabadsága és a nemi erkölcs elleni bűncselekmények körébe tartozik. A szexuális kapcsolat során hiányzik a partnerek konszenzusa, illetve olyan partnerek között létesül szexuális kapcsolat, mely eleve nélkülözi a konszenzus-képességet.

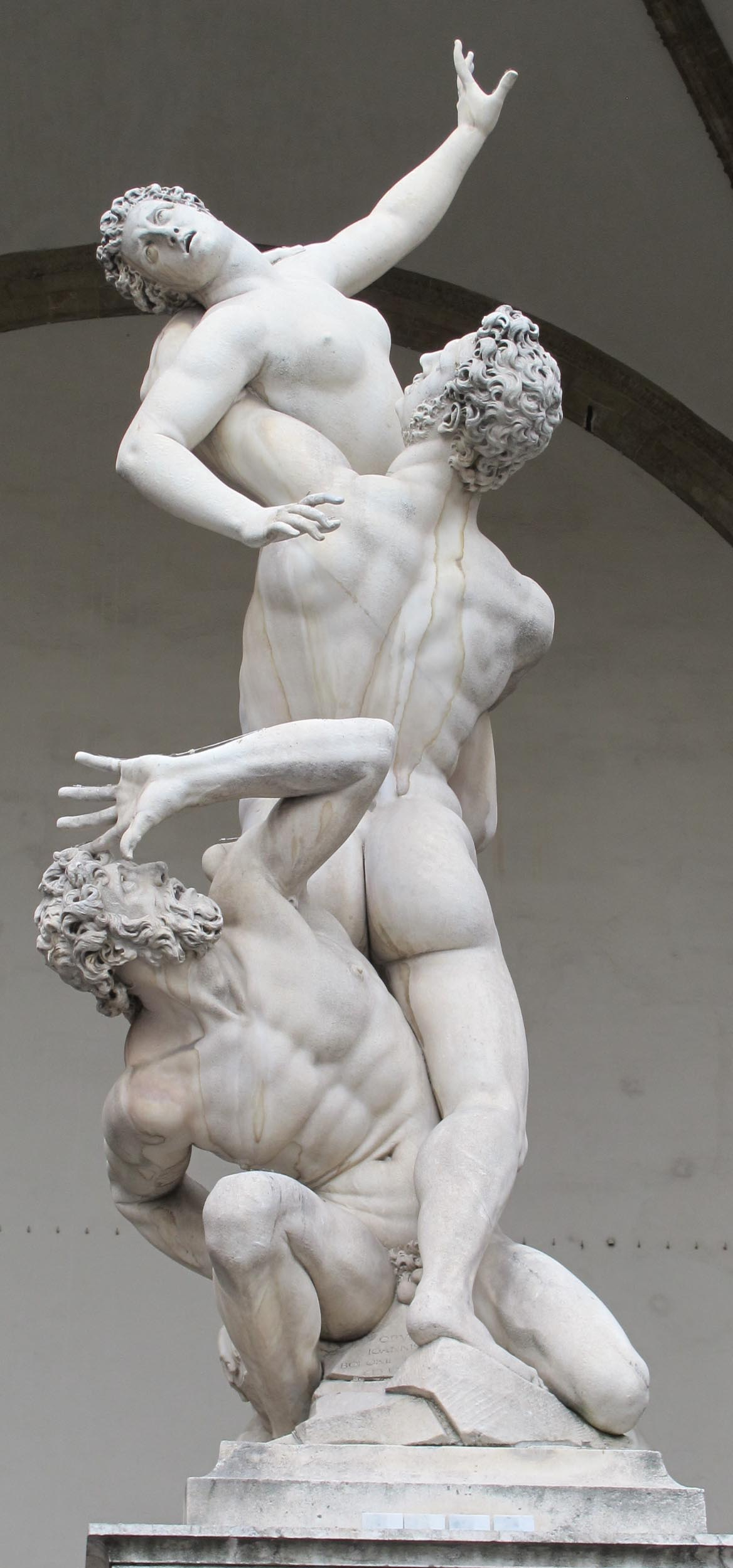
Giovanni da Bologna: A szabin nők elrablása, Piazza della Signoria, Firenze

## Története
A szexuális erőszakot a civilizáció kifejlődésétől kezdve bűncselekményként tartják számon és mindenhol büntetik.
Hammurapi törvényoszlopán (i. e. 1792-1750) már olvashatjuk, hogy a házasságon kívüli nők elleni nemi erőszak halállal büntetendő.
A görög mitológiában több helyen is előfordul az erőszakos közösülésről leírás, így például Europé Zeusz általi elrablása és megerőszakolása, mely nem számított bűnnek, illetve olvashatunk a thébai királyról, Laioszról, aki megerőszakolta Kriszippuszt, melynek megbüntetésére az istenek Théba városra dögvészt küldtek, tehát már egyértelműen bűnnek számított. A görög jogban az erőszakos magatartást (hübrisz), mint általános tényállást általában pénzbüntetéssel sújtották, így az erőszakos közösülést is.
A római jog csak egészen a késői évszázadaiban, az 500-as években mondta ki az erőszakos közösülés (raptus) bűncselekményi minősítését, a megerősödő kereszténység elveinek köszönhetően.
A középkorban szintén pénzbüntetéssel sújtották az erőszakos közösülés tettesét, melyet az elkövetőnek az áldozat (nő) apjának számára kellett fizetnie.
Az erőszakos közösülés a középkortól kezdve fokozatosan kezdte átfogni azokat az eseteket is, amikor a nő védekezésre képtelen állapotban, akaratnyilvánításra képtelen állapotban volt (például el volt kábítva). Ez egészült ki a gyermekekkel folytatott szexuális aktussal, itt nem követelték meg még az erőszakot sem, mivel törvényi vélelem szólt amellett, hogy a kiskorú konszenzusra, védekezésre képtelen. Újabb változás volt, hogy a 20. században elismerték a jogalkotásban a férfiak megerőszakolásának lehetőségét is, így tehát a büntetőjogi törvények módosultak, és már nem a nő megerőszakolását, hanem bárki megerőszakolását büntették. Ez Magyarországon csak 1997-ben történt meg.
Szintén ezen 20. századi időszakra tehető, amikor kikerült a törvényekből a „házassági életközösségen kívüli” megszorítás, azelőtt ugyanis a házasság alatt történt szexuális erőszak nem számított erőszakos közösülésnek. Magyarországon ez is 1997-ben változott meg.
2013-ig a magyar jog elválasztotta az erőszakos közösülést a szemérem elleni erőszaktól: míg az előbbi akkor volt megállapítható, ha jogi értelemben közösülés valósult meg (a férfi hímvesszője a női szeméremajkakkal érintkezett), minden más szexuális cselekmény esetén az utóbbi volt megállapítható. Ebből következően erőszakos közösülés csak eltérő nemű passzív alany és tettes esetén volt megállapítható, azonos nemű személyek között a szemérem elleni erőszak volt megállapítható. A két bűncselekmény büntetési tételei nem tértek el.
A nemi erőszakkal összekapcsolható számos, világszerte komoly jogi procedúrát kiváltó vita: mivel a nemi erőszak esetében a nőknél fennállhat a teherbe esés veszélye, s mint nem kívánt terhesség megszakítható-e? Komoly problémákat azon országokban vet fel, ahol törvény tiltja az abortuszt. Egyes politikai szervezetek, melyek ellenzik az abortuszt ugyan, ilyen esetekben mégis kivételt készek tenni.

## Magyar szabályozás
2012. évi C. törvény
197. § (1) Szexuális erőszakot követ el, és bűntett miatt két évtől nyolc évig terjedő szabadságvesztéssel büntetendő, aki
a) a szexuális kényszerítést erőszakkal, illetve az élet vagy a testi épség elleni közvetlen fenyegetéssel követi el,
b) más védekezésre vagy akaratnyilvánításra képtelen állapotát szexuális cselekményre használja fel.
(2) Szexuális erőszakot követ el az is, és öt évtől tíz évig terjedő szabadságvesztés büntetéssel büntetendő, aki tizenkettedik életévét be nem töltött személlyel szexuális cselekményt végez vagy végeztet.
(3) A büntetés öt évtől tíz évig terjedő szabadságvesztés, ha az (1) bekezdésben meghatározott bűncselekményt
a) tizennyolcadik életévét be nem töltött személy sérelmére követik el,
b) az elkövető a hozzátartozója, vagy nevelése, felügyelete, gondozása, gyógykezelése, illetve egyéb módon a hatalma vagy befolyása alatt álló személy sérelmére követi el, vagy
c) azonos alkalommal, egymás cselekményéről tudva, többen követik el.
(4) Öt évtől tizenöt évig terjedő szabadságvesztéssel büntetendő,
a) aki az (1) bekezdés a) pontjában vagy a (3) bekezdés b) vagy c) pontjában meghatározott bűncselekményt tizenkettedik életévét be nem töltött személy sérelmére követi el, vagy
b) ha a (3) bekezdés a) pontjában meghatározott bűncselekmény a (3) bekezdés b) vagy c) pontja szerint is minősül.
(5) Aki szexuális erőszak elkövetéséhez szükséges vagy azt könnyítő feltételeket biztosítja, bűntett miatt három évig terjedő szabadságvesztéssel büntetendő.

### Passzív alany
A passzív alany – a bűncselekmény sértettje – kortól és nemtől függetlenül bárki lehet (férfi és nő); nem szükséges az sem, hogy a passzív alany és a tettes eltérő nemű legyen.

### Elkövetési magatartás
Az elkövetési magatartásnak két fordulata van, melyeknek meg kell valósulnia: a szexuális cselekményre vagy annak eltűrésére kényszerítés és a szexuális cselekményre felhasználás. Mindkét magatartás közös eleme a szexuális cselekmény fogalma, amelyet a Btk. így határoz meg: "a közösülés és minden súlyosan szeméremsértő cselekmény, amely a nemi vágy felkeltésére, fenntartására vagy kielégítésére alkalmas, vagy arra irányul (459. § 27.).
Biológiai értelemben közösülés alatt azt a nemi aktust értjük, amikor a férfi nemi szerve részben vagy egészben behatol a nő nemi szervébe, és amely következtében magömlés is bekövetkezik. A büntetőjog a közösülés befejezettségéhez kevesebb feltételt kíván meg: megtörténik a közösülés, ha közösülési szándékkal a nemi szervek érintkezése megtörténik, a férfi hímvesszője a női szeméremajkakkal érintkezik. Így magyarázható, hogy nemileg fejletlen életkorú passzív alany sérelmére is el lehet követni a bűncselekményt. Az angolszász jog nem a nemi szervek érintkezését kívánja meg az erőszakos közösüléshez, hanem egyrészt elegendőnek tartja, a hímvessző az ánusszal érintkezik, illetve ha ujjal vagy műpénisszel érintkezik az ánusz, illetve a szeméremajkak.
Súlyosan szeméremsértő a cselekmény, ha az a társadalom tagjainak nemi vonatkozású erkölcsi érzését sérti. A szeméremsértő cselekménynek "súlyosnak" kell lennie, mert ha ez nem valósul meg, úgy csak a sértett becsületét sértheti a cselekmény (például egy személy megcsókolása, átkarolása, mellének megfogása nem tekinthető súlyosan szeméremsértő cselekménynek). Továbbá a cselekménynek a nemi vágy felkeltésére vagy kielégítésére kell szolgálnia: szexuális indítékból, célból követik el a bűncselekményt. Szexuális cselekmény lehet különböző nemű személyek vagy azonos nemű személyek között, illetve embernek önmagával vagy embernek állattal.
A szexuális cselekmény megtörténte mellett feltétel, hogy arra kényszerítés hatása miatt kerüljön sor, mely kényszerítés alatt olyan tevékenységet értünk, mely alkalmas a sértett komoly ellenállásának leküzdésében, és amelynek eredményeképpen a sértett képtelen valódi akaratának megfelelő magatartás tanúsítására.
Ha akaratnyilvánításra, védekezésre képtelen személlyel szemben követik el a bűncselekményt, úgy a kényszerítés nem feltétel, a bűncselekmény a szexuális cselekménnyel megvalósul.

### Elkövetési mód
A szexuális erőszak erőszakkal valósulhat meg, vagy fenyegetéssel, mely a kényszerítés, mint elkövetési magatartás során kerül kifejtésre. Erőszak valamely személyre közvetlenül ható olyan fizikai erő kifejtése, amely az ellenállást megtöri. Beszélhetünk:
- akaratot hajlító erőszakról – vis compulsiva
- akaratot megtörő erőszakról – vis absoluta

A szexuális erőszaknál a feltétel az akaratot megtörő erőszak.
A szexuális erőszak másik módja az élet vagy testi épség ellen irányuló közvetlen fenyegetés, mely olyan súlyos hátrány kilátásba helyezése, mely alkalmas arra, hogy a megfenyegetettben komoly félelmet keltsen. A fenyegetésnek élet vagy testi épség ellen kell irányulnia, dolog elleni nem lehet (például a szoba berendezéseinek összetörésével való fenyegetés nem elegendő ahhoz, hogyha a fenyegetés hatására szexuális cselekmény történik, utólag a szexuális erőszak megállapítható legyen). Ez utóbbi esetben szexuális kényszerítés megállapítására van lehetőség. A fenyegetés bárki ellen irányulhat, nem kötelező a megerőszakolandóra vonatkoznia. Közvetlennek kell lennie, tehát a fenyegetésnek jelen lévő ember ellen kell irányulnia, vagy jelen nem lévő ember ellen kell irányulnia, ilyenkor akkor közvetlen a fenyegetés, ha a kilátásba helyezett hátrány előbb következik be, mint ahogy a sértett a fenyegetett helyzetből szabadulni tudna (nem közvetlen fenyegetés pl.: „Ha nem fekszel le velem, 1 hónap múlva megölöm az öcsédet!”)
Védekezésre képtelenség: a sértett nem képes fizikai ellenállást kifejteni (például rokkant, nem tud mozogni stb.). Megdönthetetlen vélelem szól amellett, hogy a 12. életév alatti személy védekezésre képtelen.
Akaratnyilvánításra képtelenség: sértett pszichikailag képtelen a védekezésre. Ez lehet átmeneti ájultság, alvás, ittasság, kábultság, és lehet állandó jellegű is például kóros elmeállapot. Kóros elmeállapotnál vizsgálandó, hogy a sértett korlátozott beszámítási képességgel rendelkezik-e – ekkor bűncselekmény nem történik, vagy beszámítási képességének teljes hiánya állapítható meg – ekkor azt kell vizsgálni, hogy a szexuális cselekmények vonatkozásában kell-e akaratnyilvánításra képtelennek tekinteni. Ha a szexuális kapcsolat kialakítására való képessége megvan, úgy a vele szexuális cselekmény megvalósító személy nem követi el a szexuális erőszakot.
Y. beszámítási képesség nélküli, kóros elmeállapotú szexuális cselekményt valósít meg:
X. egészséges elmeállapotú 14 éven felülivel: vizsgálni kell a szexuális kapcsolatra vonatkozó akaratnyilvánítását Y. kóros elmeállapotúnak,
ha megvan: nem bűncselekmény
ha nincs: X. bűncselekményt követett el
X. 14 éven alulival: 14 éven aluli nem büntethető, kóros elmeállapotú a törvény szerint nem büntethető
X. kóros elmeállapotúval: nem büntethető X. törvény alapján

### A bűncselekmény elkövetője
Az elkövető bárki lehet, akár a sértettel azonos nemű személy is.
A bűncselekmény csak szándékosan követhető el.